# Kirove, Krîvîi Rih
Kirove (în ucraineană Кірове) este un sat în comuna Ordjonikidze din raionul Krîvîi Rih, regiunea Dnipropetrovsk, Ucraina.

## Demografie
Componența lingvistică a localității Kirove
     Ucraineană (89,66%)
     Rusă (10,34%)
Conform recensământului din 2001, majoritatea populației localității Kirove era vorbitoare de ucraineană (89,66%), existând în minoritate și vorbitori de rusă (10,34%).